# Чумак, Кирилл Наумович
Кирилл Наумович Чумак (30.03.1900—31.01.1983) — советский военачальник, заместитель командующего артиллерией Волховского фронта по ПВО, генерал-майор артиллерии (09.04.1943). Участник Гражданской, Советско-финской, Великой Отечественной войн.

## Биография

Кирилл Наумович Чумак в звании полковника ведет занятия. 1942 год

Заседание штаба 59-й армии. В центре — командующий генерал-майор Иван Васильевич Галанин. Слева — Чумак Кирилл Наумович, зам. командующего артиллерией Волховского фронта по ПВО. 1942 год.

Кирилл Наумович Чумак родился 30 марта 1900 года в селе Жуковка Полтавской области Украина.
В составе РККА с 10 марта 1919 года.
Участник Великой Отечественной войны с 22 июня 1941 года в должности начальник штаба Северной зоны ПВО.
К. Н. Чумак с 3 января 1942 года работал начальником ПВО Волховского фронта, где проявил высокие организаторские способности. В короткий срок сумел организовать войсковую систему, тем самым обеспечивая четкую организацию, своевременное оповещение частей ПВО и объектов о налёте авиации противника. Неоднократно лично руководил огнём зенитной артиллерии. Только 27 января 1943 года за один день, благодаря хорошей организации и умелому руководству, частями зенитной артиллерии, под его командованием, было сбито 37 самолётов и 11 подбито.
9 апреля 1943 года повышен в звании до генерал-майора артиллерии.
2 июля 1943 года в звании генерал-майора занимал должность заместителя командующего артиллерией по ПВО Волховского фронта. Награждён медалью «За оборону Ленинграда».
В период Синявино-Мгинской операции К. Н. Чумак лично руководил организацией ПВО, в результате чего за месяц было сбито 148 самолётов противника и 37 подбито. За проявленное мужество в борьбе против немецких оккупантов 7 августа 1943 года представлен к награждению Орденом Красного Знамени.
2 ноября 1944 года за образцовое выполнение боевых заданий Командования награждён Орденом Кутузова II степени.
22 ноября 1944 года награждён Орденом Отечественной войны I степени.
21 февраля 1945 года решением Президиума ВС СССР награждён Орденом Ленина.
29 марта 1945 года награждён медалью «За оборону Советского Заполярья».
9 мая 1945 года награждён медалью «За победу над Германией в Великой Отечественной войне 1941—1945 гг.»
17 марта 1951 года награждён Орденом Красного Знамени.
Демобилизован 22 января 1955 года.
Умер 31 ноября 1983 года. Похоронен на старом городском кладбище в г. Сочи.

## Награды
- Орден Кутузова II степени (02.11.1944)
- Орден Красного Знамени (07.08.1943)
- Орден Красного Знамени (17.03.1951)
- Орден Ленина (21.02.1945)
- Орден Отечественной войны I степени (22.11.1944)
- Медаль «За оборону Ленинграда» (02.07.1943)
- Медаль «За оборону Советского Заполярья» (29.03.1945)
- Медаль «За победу над Германией в Великой Отечественной войне 1941—1945 гг.» (09.05.1945)
- Медаль «За победу над Японией»